# Operación Amber Fox
La Operación Amber Fox, también conocida como Task Force Fox, fue una operación dirigida por la OTAN en la entonces República de Macedonia (ahora Macedonia del Norte), dirigida por Alemania y Países Bajos e inicialmente bajo el mando del general de brigada alemán Heinz-Georg Keerl. Siguió a la Operación Essential Harvest, otra operación de la OTAN.
En la misión  participaron militares de Alemania, Francia, España, Estados Unidos e Italia. Principalmente con equipos de enlace de Alemania, España y Francia, y fuerzas de reacción rápida (FAR) de Alemania, Italia y Estados Unidos.

## Historia
El trasfondo de una operación de la OTAN fue la necesidad percibida de proporcionar protección militar internacional en situaciones de crisis a los observadores internacionales que estuvieron activos en Macedonia del Norte tras el acuerdo de Ohrid y la insurgencia albanesa en la primavera de 2001. Estos observadores fueron importantes para la estabilización del Estado macedonio.
En una carta fechada el 18 de septiembre de 2001, el presidente macedonio Boris Trajkovski solicitó al secretario general de la OTAN una presencia militar de la OTAN en el país, lo que debería contribuir a la seguridad de los observadores internacionales que trabajan allí tras la conclusión de la Operación Essential Harvest.
Tras recibir la carta del presidente Trajkovski, la OTAN desarrolló el Plan Operativo 10417 Amber Fox, que fue aprobado por el Consejo de la OTAN el 26 de septiembre de 2001. La carta del presidente Trajkovski representa la base jurídica de la operación. La operación también fue de conformidad con la Carta de las Naciones Unidas y sancionada en su resolución 1371 del 26 de septiembre de 2001, el Consejo de Seguridad de las Naciones Unidas aprobó la operación que, a solicitud del gobierno macedonio, creó una presencia de seguridad multinacional en el país.
La misión comenzó oficialmente el 27 de septiembre de 2001 con un mandato de tres meses, con el ejército alemán asumiendo inicialmente el control. En junio de 2002, los Países Bajos asumieron el mando. Se desplegaron 700 soldados, 600 de ellos alemanes, para lograr los objetivos iniciales de la operación. De estos, 300 estaban estacionados permanentemente en la república en el río Vardar. La misión terminó finalmente el 15 de diciembre de 2002.
El 16 de diciembre de 2002, comenzó la sucesora de tamaño reducido, la Operación Allied Harmony, que se esforzó por permitir que Macedonia garantizara la seguridad en todo el país dentro de sus propios recursos.